# Atlanti vitorláskardoshal
Az atlanti vitorláskardoshal (Istiophorus albicans) a sugarasúszójú halak (Actinopterygii) osztályának sügéralakúak (Perciformes) rendjébe, ezen belül a vitorláskardoshal-félék (Istiophoridae) családjába tartozó faj.

## Előfordulása
Az atlanti vitorláskardoshal elterjedési területe az Atlanti-óceán és a Karib-tenger. A hal nem található meg az Atlanti-óceán északi és déli felének a középső részein. 200 méternél mélyebbre nemigen hatol le.

## Megjelenése
A hal testének színe fémes kék, ezen nagy, vitorlaszerű hátúszó ül. Pofája hosszú, kardszerű felső állkapocsban végződik. Háti része sötétebb, mint az alsó része. Oldalán függőleges kékes sávok húzódnak.
Az atlanti vitorláskardoshal hossza legfeljebb 3,15 méter, legnagyobb testtömege 58,1 kilogramm.

## Életmódja
Az 1920-as években végzett megfigyelések szerint az atlanti vitorláskardoshal képes 111 km/h sebességgel is úszni, de mára ez már elvetett feltételezés. A hal valójában csak 37–55 km/h sebességet tud elérni.
Az atlanti vitorláskardoshal rajokban úszó halakkal táplálkozik, például szardíniával, szardellával és makrélával. Étrendjét rákokkal és fejlábúakkal egészíti ki.

## Fordítás
- Ez a szócikk részben vagy egészben  az   Atlantic sailfish című angol Wikipédia-szócikk fordításán alapul.  Az eredeti cikk szerkesztőit annak laptörténete sorolja fel. Ez a jelzés csupán a megfogalmazás eredetét és a szerzői jogokat jelzi, nem szolgál a cikkben szereplő információk forrásmegjelöléseként.